# 祝濬
祝濬（1465年—？），字仲源，江西廣信府玉山縣人，民籍，明朝政治人物。

## 生平
弘治五年（1492年）壬子科江西鄉試第五十二名舉人。弘治十五年（1502年）中式壬戌科會試第二百八十五名，三甲第五十六名進士。授揚州府推官。

## 家族
曾祖祝環；祖父祝啟先，壽官；父祝鎬，母姜氏；繼母趙氏。严侍下。兄祝瀗。